# B-Bomb
Lee Min-hyuk (em coreano: 이민혁, nascido em 14 de dezembro de 1990), mais conhecido pelo nome artístico B-Bomb (coreano: 비범 ), é um cantor e dançarino sul-coreano da boy band sul-coreana Block B, e está na sub-unit Bastarz com U-Kwon e PO. Ele também trabalha como ator de teatro, usando seu nome de nascimento.

## Biografia
B-Bomb nasceu Lee Min-hyuk em Seul, na Coreia do Sul.

## Carreira
B-Bomb estreou com o Block B em abril de 2011. Em 2015, ele se juntou aos membros U-Kwon e P.O para formar a primeira sub-unit do grupo, Bastarz . B-Bomb escreveu a música "Tightly" para o segundo álbum da sub-unit de 2016, "Welcome to Bastarz", e recebeu crédito de composição para três músicas do álbum de Bastarz de 2019, "I'm a Mess". B-Bomb também escreveu a música "Give & Take", que aparece no álbum "Re: Montage" do Block B.
Como ator, Lee estrelou o drama da web de 2015, "Jumping Girl", no papel da estrela ídolo mimado Seo Ah-shin ao lado de Jung Ha-na. Em 2018, ele estrelou como Danjong de Joseon na histórica peça "Yeo Do", que foi exibida no início de 2018. Lee recebeu muitos elogios por sua atuação no show, que teve um encore em maio.
Em agosto de 2018, B-Bomb se tornou um membro do elenco do novo reality show "Awesome Feed" do JBTC 4, que retrata o dia a dia de celebridades.
Junto com Park Hyun-kyu do Vromance, B-Bomb compôs a música "Don't Be Shy", que foi lançada pela cantora It's em maio de 2019.
Em 2 de julho de 2019, B-Bomb fez seu primeiro lançamento solo coreano, o single "Dawn".
No final de setembro, a gravadora de B-Bomb anunciou que ele iniciaria o serviço militar exigido pelos homens coreanos em 10 de outubro de 2019. B-Bomb terminou seu período de serviço e voltou para casa em 17 de abril de 2021, com sua dispensa para se tornar oficial em 27 de abril.

## Discografia

### Singles
| Título                            | Ano  | Álbum            |
| --------------------------------- | ---- | ---------------- |
| "Dawn" (feat. jeebanoff)          | 2019 | Non-album single |
| "Think About ’Chu" (feat. Hanhae) | 2019 | Non-album single |
| "Finale"                          | 2019 | Non-album single |

## Filmografia

### Programas de variedades
| Ano  | Rede     | Título       | Notas            |
| ---- | -------- | ------------ | ---------------- |
| 2017 | SBS Plus | Leaving      | com Jaehyo       |
| 2018 | JTBC 4   | Awesome Feed | Membro do elenco |

### Dramas
| Ano  | Rede    | Título       | Função      |
| ---- | ------- | ------------ | ----------- |
| 2015 | KakaoTV | Jumping Girl | Seo Ah-shin |

## Teatro
| Ano  | Título | Função  |
| ---- | ------ | ------- |
| 2018 | Yeodo  | Danjong |